# Государственная граница СССР
Государственная граница Союза Советских Социалистических Республик — линия и проходящая по этой линии вертикальная поверхность, определяющие пределы государственной территории (суши, вод, недр и воздушного пространства) Советского Союза, пространственный предел действия её государственного суверенитета.
Государственная граница СССР заменила государственную границу Российской Федеративной Советской Республики. Определение государственной границы СССР и утверждение изменений границ между союзными республиками подлежали ведению Союза Советских Социалистических Республик в лице его высших органов государственной власти и управления.

## Защита
Охрана государственных границ и территории СССР подлежали ведению Союза Советских Социалистических Республик в лице его высших органов государственной власти и управления.
Охрана государственной границы производился Пограничной службой в пределах приграничной территории, а также Вооружёнными силами (войсками ПВО и ВМФ) — в воздушном пространстве и подводной среде.

## Протяжённость
Длина госграниц Советского Союза была наибольшей в мире и была равна 62 710 километров. Союз ССР протянулся с запада на восток на 10 000 км от Балтийской косы в Калининградской области РСФСР до острова Ратманова в Беринговом проливе Чукотского автономного округа Магаданской области РСФСР. С севера же на юг СССР протянулся на 5 000 километров от мыса Челюскин в Таймырском автономном округе Красноярского края до среднеазиатского города Кушка Марыйской области Туркменской ССР. По суше Советский Союз граничил с 12 государствами — 6 в Азии (КНДР, КНР, Монголия, Афганистан, Иран и Турция) и 6 в Европе (Румыния, Венгрия, Чехословакия, Польша, Норвегия и Финляндия). По морю СССР граничил с двумя государствами — США и Японией.

## Береговая линия
СССР омывали 12 морей, принадлежавших Северному Ледовитому, Тихому и Атлантическому океанам. 13 морем часто считали Каспийское море, хотя оно является озером. Более двух третей границ Союза Советских Социалистических Республик были морскими, что делало береговую линию Советского Союза самой длинной в мире на тот момент. В то же время, большая часть береговой линии находилась за Полярным кругом и была покрыта льдом. Единственным круглогодично работавшим портом Северного Ледовитого океана был Мурманск, омываемый водами теплого Норвежского течения. Поэтому использование такого торгово-экономического преимущества, как выход к морю, было сопряжено со многими трудностями.

## Состав
Госграница Союза ССР, на 1990 год, состояла из:
- советско-американской;
- советско-японской;
- советско-корейской;
- советско-китайской;
- советско-монгольской;
- советско-афганской:
  - афгано-таджикская граница;
  - афгано-туркменистанская граница;
  - афгано-узбекская граница.
- советско-иранской;
- советско-турецкой;
- советско-румынской;
- советско-венгерской;
- советско-чехословацкой;
- советско-польской[7][8];
- советско-финской;
- советско-норвежской.